# Neocompsa squalida
Neocompsa squalida là một loài bọ cánh cứng trong họ Cerambycidae.